# Dark Sun: Wake of the Ravager
Dark Sun: Wake of the Ravager est un jeu vidéo de rôle au tour par tour développé par Strategic Simulations, Inc. et sorti sur PC en 1994. Il est basé sur les règles d’Advanced Dungeons & Dragons et se déroule dans le monde fictif et désertique d'Athas. C'est la suite de Dark Sun: Shattered Lands et le deuxième jeu à prendre place dans l'univers de campagne Dark Sun, créé en 1991 par Timothy Brown.
Dès sa sortie il est disponible sur disquette ou CD-ROM, la version CD-ROM incluant des voix digitalisées et des pistes de musique. Par la suite, il est réédité en 1996 dans une compilation intitulée AD&D Masterpiece Collection.

## Système de jeu
Dark Sun: Wake of the Ravager utilise le même moteur et le même gameplay que Dark Sun: Shattered Lands dont il peut d'ailleurs importer les personnages. Il offre donc une vue de dessus se rapprochant de celle employée dans Ultima VI et identique à celle d’Al-Qadim: The Genie's Curse. Le jeu tourne toujours beaucoup autour de l'interaction avec les PNJ, les dialogues étant nombreux et mettant l'accent sur le roleplay. Les combats restent cependant nombreux et importants, avec un système de jeu de stratégie au tour par tour ils sont très tactiques et font parfois intervenir des armées entières, là où Pool of Radiance, Curse of the Azure Bonds, Secret of the Silver Blades et Pools of Darkness n'offraient la possibilité de contrôler qu'une poignée de héros.
Comme dans Dark Sun: Shattered Lands, les personnages sont beaucoup plus puissant que dans les autres jeux Donjons et dragons de SSI. Les caractéristiques de bases sont déterminées par 4d4+4 (au lieu de 3d6) et le joueur peut incarner des demi-géants qui voient leurs dés de vie doublés. D'autres éléments propres à l'univers de Dark Sun sont aussi présents : la race des Mul, des thri-kreens (des insectoïdes proches des mantes religieuses) ainsi qu'une omniprésence des psioniques.

## Accueil
| Dark Sun : Wake of the Ravager |      |       |
| Média                          | Pays | Notes |
| Gen4                           | FR   | 79%   |
| Joystick                       | FR   | 80 %  |
| PC Team                        | FR   | 88 %  |